# برخورد (فیلم ۲۰۲۲)
برخورد (به انگلیسی: Collide) یک فیلم دلهره‌آور آمریکایی محصول سال ۲۰۲۲ به نویسندگی و کارگردانی موکوندا مایکل دیویل با بازی رایان فیلیپ، کاترینا گراهام و جیم گافیگان است.

## خلاصه داستان
در طول یک روز سرنوشت‌ساز، یک تاجر فاسد و همسر اجتماعی‌اش برای نجات دخترشان از دست یک جنایتکار بدنام به رقابت می‌پردازند.

## تولید
در ژانویه ۲۰۲۲، اعلام شد که فیلمبرداری به پایان رسیده‌است.

## انتشار فیلم
این فیلم در تاریخ ۵ اوت ۲۰۲۲ و در تاریخ ۱۲ اوت ۲۰۲۲ در سینماها اکران شد.

## بازخوردها
مونیک جونز از کومون سنس مدیا به این فیلم سه ستاره از پنج ستاره اهدا کرد.